# Çobankol
Çobankol är en ort i Azerbajdzjan.   Den ligger i distriktet Zaqatala Rayonu, i den nordvästra delen av landet, 290 km väster om huvudstaden Baku. Çobankol ligger 417 meter över havet och antalet invånare är 4 212.
Terrängen runt Çobankol är varierad. Närmaste större samhälle är Zaqatala, 11,6 km norr om Çobankol.
Trakten runt Çobankol består till största delen av jordbruksmark. Runt Çobankol är det ganska glesbefolkat, med 35 invånare per kvadratkilometer.